# Roger Rio
Roger Rio (* 13. Februar 1913 in Dunkerque; † 23. April 1999) war ein französischer Fußballspieler.

## Vereinskarriere

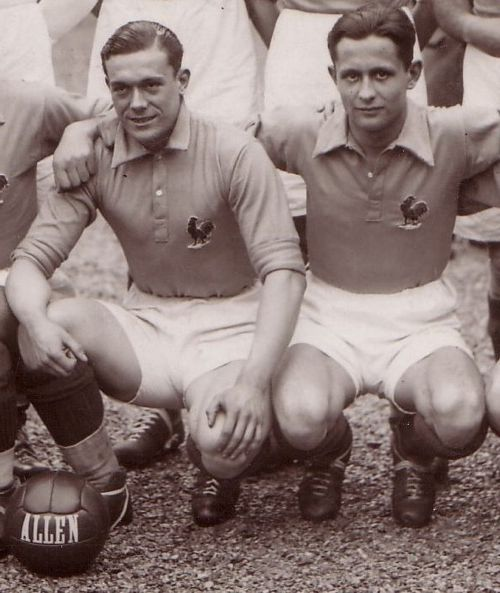
Roger Rio (rechts) im Nationaldress neben Jean Nicolas (1934)

Der als Innenstürmer oder Außenläufer aufgestellte Roger Rio spielte während seiner aktiven Zeit (von ca. 1931 bis 1951) bei einem einzigen Verein, dem Football Club de Rouen 1899. Der FC Rouen gab sich 1933 ein Profistatut und gehörte damit zu den Gründungsmitgliedern der Division 2; Rio allerdings blieb während seiner gesamten Karriere Amateur, weil er seinen Brotberuf bei Shell nicht aufgeben wollte – trotzdem wurde er schon 1933 zum Nationalspieler. Der Klub blieb zunächst zweitklassig, obwohl er den Aufstieg 1934 und 1935 jeweils nur knapp verfehlte. In der Saison 1935/36 allerdings sorgte er für einen Paukenschlag: als Teil des „Bombensturms“ (frz.: attaque mitrailleuse) um Jean Nicolas und Marceau Lhermine trug der hagere Roger Rio mit seiner feinen Technik ebenso als Vorbereiter wie als Torschütze in erheblichem Maße zu den 116 Treffern in 34 Spielen bei, mit denen sich die „Roten Teufel“ aus der zweiten in die erste Division schossen. Dort belegten die Normannen aus Rouen anschließend zweimal den 4. Rang in der Abschlusstabelle; dazu trugen mit Franz Hanreiter und Andreas Matthäus auch zwei gebürtige Österreicher bei. Die letzte Vorkriegssaison 1938/39 schloss man allerdings nur als 14. ab.
Nach der Besetzung und Teilung Frankreichs wurde die Division 1 in drei bzw. zwei Gruppen ausgetragen, in der Saison 1943/44 gar mit Regionalauswahlen (équipes fédérales) statt Klubteams, und diese „Kriegsmeisterschaften“ bis 1945 gelten nicht als offizielle Wettbewerbe und Titel. Dies war bitter für den FC Rouen, der 1940 und 1945 Meister, 1941 bis 1943 (hinter Red Star Olympique, Stade Reims bzw. RC Lens) jeweils Zweiter der Nordstaffel wurde und 1945 in einem Entscheidungsspiel den Süd-Sieger Lyon OU mit 4:0 bezwang. In welchem Umfang Roger Rio an diesen Erfolgen teilhatte, ist nicht lückenlos dokumentiert: Von 1939/40 bis 1941/42 stand er, wenn auch ohne Spielzahlangabe, jeweils in Rouens Mannschaftskader und 1944/45 hat er sämtliche 22 Punktspiele bestritten. Er stand auch in der Endspielmannschaft von 1945 gegen Lyon.

Ab 1945, nach der Befreiung des Landes, spielte der Klub in der nun wieder eingleisigen Liga, aus der er 1947 in die Zweitklassigkeit abstieg und in die er bis zu Roger Rios Karriereende auch nicht wieder zurückkehrte, wenngleich er besonders 1949 und 1951 nur knapp am Aufstieg scheiterte.
Im Landespokal kam Rouen während Rios aktiver Zeit nie bis ins Endspiel; im Halbfinale scheiterte man 1937 an Racing Strasbourg, und 1940 musste man sich Racing Paris in einem torreichen Spiel (4:8) geschlagen geben. Das Viertelfinale erreichten die Roten Teufel 1932, 1934 (beide Male gegen den RC Roubaix ausgeschieden), 1935 (gegen Stade Rennais UC) und 1945 (gegen OGC Nizza).
1948 brachte Roger Rios Frau einen Sohn zur Welt; Patrice wurde später gleichfalls Nationalspieler – allerdings als Profi.

## Nationalmannschaft
Zwischen Februar 1933 und März 1937 wurde Roger Rio zu 18 A-Länderspielen in die Équipe tricolore berufen. In diesem Kreis gelangen ihm auch vier Treffer, und in seinem vorletzten Spiel – Februar 1937 gegen Belgien – lief er als Mannschaftsführer Frankreichs auf. Sein erstes und sein letztes Länderspiel endete jeweils mit einer 0:4-Niederlage: 1933 im Prinzenparkstadion gegen das „Wunderteam“ und 1937 in der Adolf-Hitler-Kampfbahn gegen Deutschland. Gegen Österreich wurde Rio allerdings bereits in der 26. Spielminute verletzungsbedingt ausgewechselt; zu diesem Zeitpunkt stand es noch 0:0. Sein erstes Tor im Nationaltrikot schoss er in seinem zweiten Spiel; es war die 1:0-Führung gegen Deutschland in Berlin im März 1933 (Endstand: 3:3). 1934 stand er im französischen WM-Aufgebot und bestritt in Italien das einzige Spiel der Bleus mit, in dem Österreich mit 3:2 nach Verlängerung obsiegte.

## Palmarès
- Französischer Meister: Fehlanzeige (aber 1940 und 1945 Meister der Nord-Staffel der Division 1 sowie 1945 Sieger des Endspiels gegen den Sieger der Süd-Staffel [inoffizielle Titel])
- Französischer Pokalsieger: Fehlanzeige
- 18 A-Länderspiele und 4 Tore für Frankreich, WM-Teilnehmer 1934